# Simulium rivierei
Simulium rivierei är en tvåvingeart som beskrevs av Craig, Fossati och Sechan 1995. Simulium rivierei ingår i släktet Simulium och familjen knott. Inga underarter finns listade i Catalogue of Life.